# Reece Shipley
Reece Dodson Shipley (* 19. April 1921 in Whitesburg, Tennessee; † 8. Mai 1998) war ein US-amerikanischer Country-Musiker. Sein bekanntester Titel war Hillbilly Jive with a Boogie Beat, der zusammen mit den Burleson Sisters aufgenommen wurde.

## Leben

### Kindheit und Jugend
Geboren 1921 in Tennessee, wurde Reece (auch „Reese“ Shipley) maßgeblich von dem „Singing Cowboy“ Gene Autry und Bob Wills beeinflusst. Mitte der 1930er-Jahre spielte Shipley als Gitarrist in einer Band, die sich The Carolina Pals nannte. Mit dieser Gruppe trat er bereits auf lokalen Veranstaltungen rund um Kingsport, Tennessee, auf.

### Karriere
Shipley wurde in die Armee einberufen und musste seine musikalische Karriere unterbrechen. Während seiner Militärzeit trat er jedoch weiterhin zur Unterhaltung der Soldaten auf und als Shipley nach Kalifornien versetzt wurde, traf er dort sein großes Idol Gene Autry, der zur selben Zeit in der Armee diente. Nach seiner Entlassung kehrte er nach Kingsport zurück und bestritt Auftritte bei den lokalen Radiosendern WKPT in Kingsport und WOPI in Bristol. Anfang der 1950er-Jahre machte Shipley erste Aufnahmen. Sein Milk Bucket Boogie wurde später von Red Foley aufgenommen und zum Hit. Shipley selbst veröffentlichte 1952 bei dem kleinen Kingsport-Label seine Single Hillbilly Jive with a Boogie Beat, die er zusammen mit den Burleson Sisters und den Rainbow Valley Boys einspielte. Der Titel sollte zu seinem bekanntesten Song werden und wird heute noch auf Hillbilly-Boogie-Kompilationen verwendet.
Ein Jahr später nahm Shipley bei Valley Records den Catfish Boogie auf. In den nächsten Jahren spielte er bei Arcade und Spot weitere Stücke ein. In seinen späteren Jahren war Shipley zusammen mit Mal Cooper bei verschiedenen Fiddle-Wettbewerben vertreten. 1995 produzierte er in seinem Haus in Johnson City das Album Tennessee Swing, das im selben Jahr bei Patuxent Records und schließlich erneut 2006 bei Ochard veröffentlicht wurde.
Reece Shipley starb am 8. Mai 1998 im Alter von 77 Jahren.

## Diskographie

### Singles
| Jahr | Titel                                               | Plattenfirma                                                       |                       |
| ---- | --------------------------------------------------- | ------------------------------------------------------------------ | --------------------- |
| 1952 | Reece Shipley and The Rainbow Valley Boys           | Milk Bucket Boogie / Will Good Times Last Forever                  | Kingsport Records 104 |
| 1952 | Reece Shipley and The Rainbow Valley Boys           | Hillbilly Jive with a Boogie Beat / Memory Prison                  | Kingsport Records 106 |
| 1952 | Slim Stuart and Reece Shipley's Rainbow Valley Boys | Asleep At The Wheel / You're Out Of Step With The Beat Of My Heart | Arcade Records 104    |
| 1953 | Reese Shipley                                       | Catfish Boogie / Middle-Age Spread                                 | Valley Records 106    |
| 1952 | Slim Stuart and Reece Shipley's Rainbow Valley Boys | Asleep At The Wheel / You're Out Of Step With The Beat Of My Heart | Arcade Records 104    |
| 1962 | Reece Shipley                                       | Too Big To Cry / I Counted The Raindrops                           | Spot Records 1108     |
| 196? | Reece Shipley                                       | I Hear Me Talking To Myself / World Of Broken Hearts               | Bonus Records 102     |

### LPs
- 1995: Tennessee Swing
- 2006: Tennessee Swing